# Kastorenskij rajon
Il Kastorenskij rajon (in russo Касторенский район?) è un rajon dell'Oblast' di Kursk, nella Russia europea; il capoluogo è Kastornoe. Istituito nel 1928, ricopre una superficie di 1.225 chilometri quadrati e consta di una popolazione di circa 19.000 abitanti.